# Zamek w Trenczynie

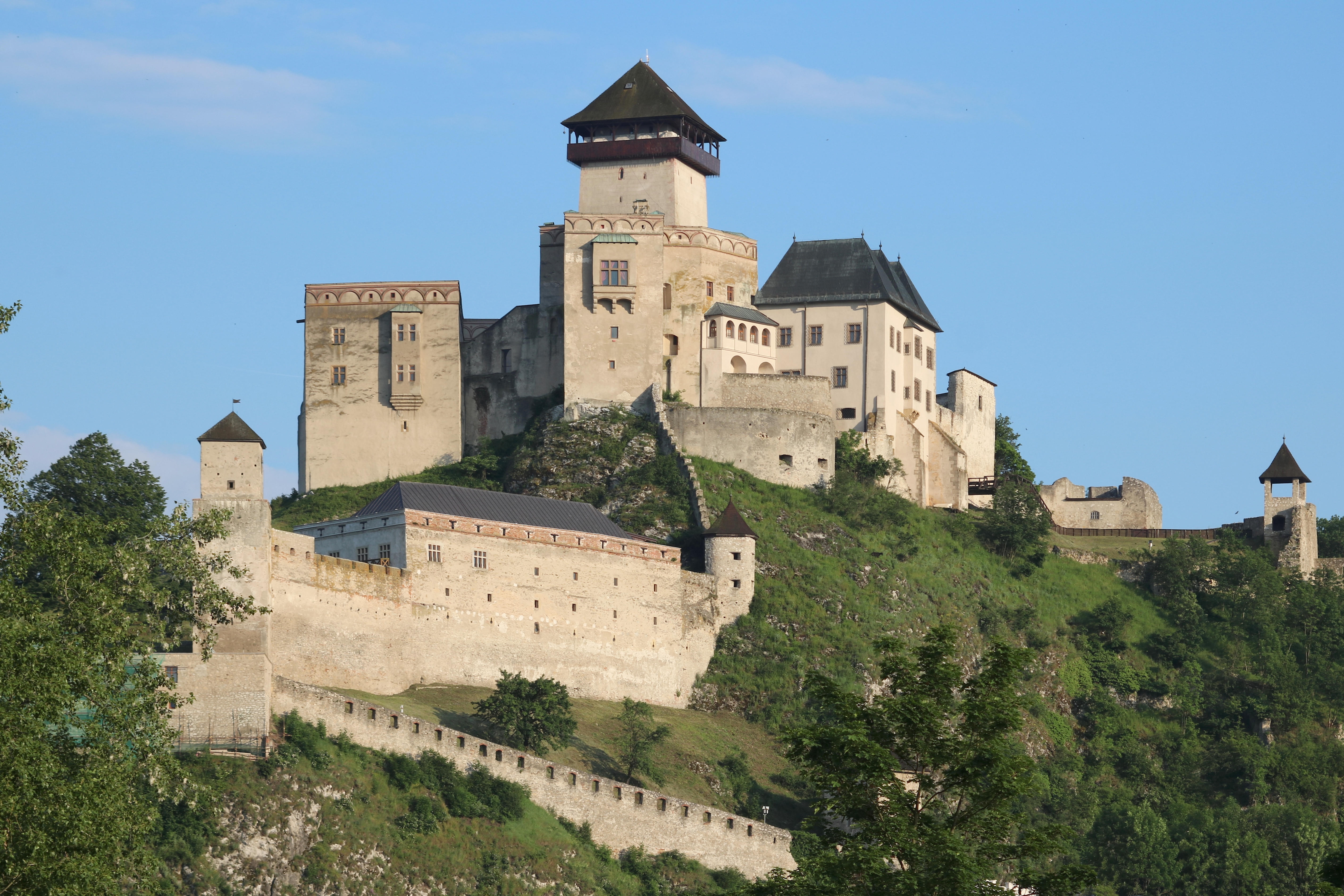
Zamek trenczyński w 2019 r.

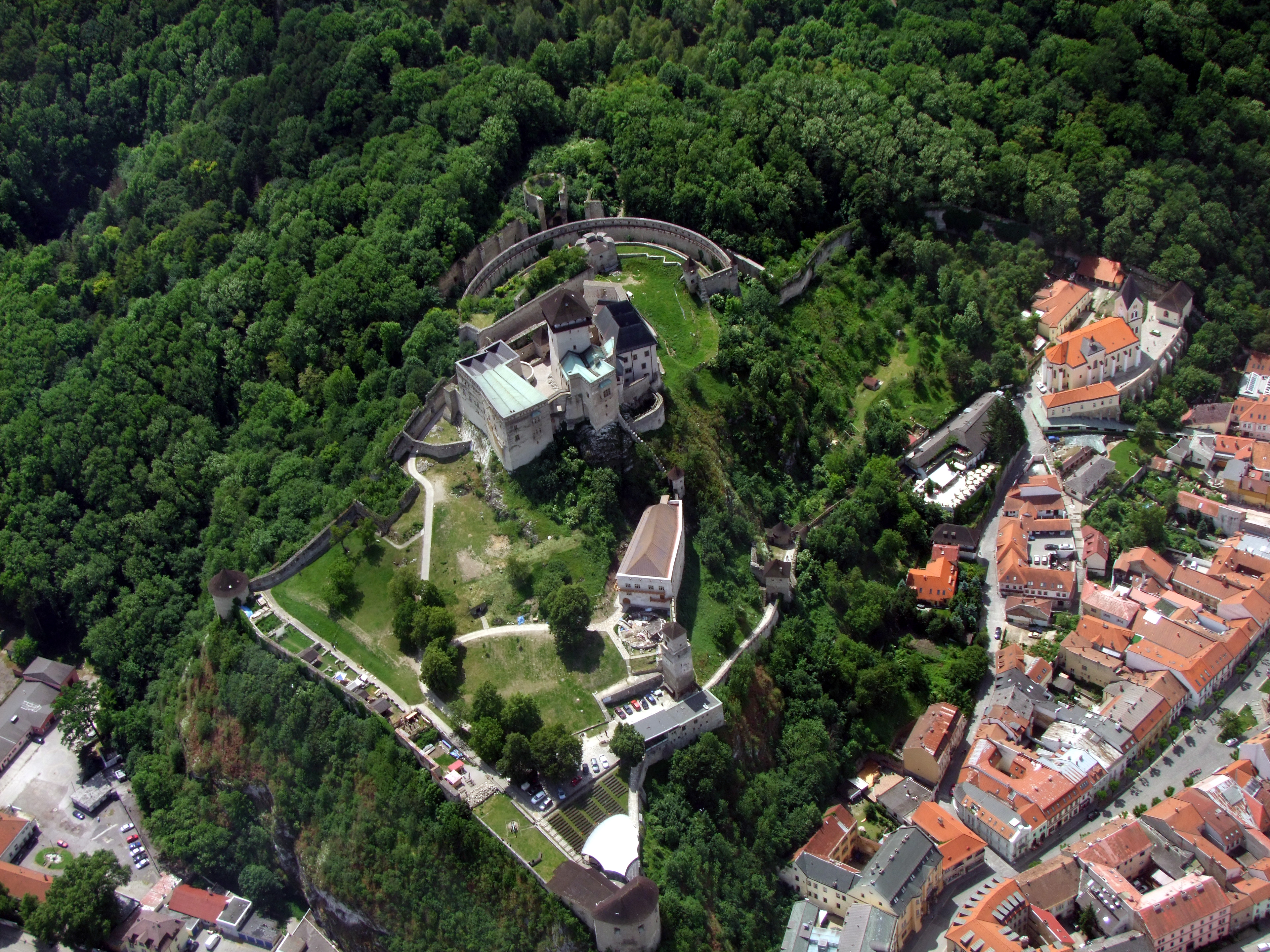
Zamek i miasto Trenczyn z lotu ptaka (2014 r.)

Trenczyński zamek (słow. Trenčiansky hrad) – zamek w zachodniej Słowacji, położony na wysokim wzniesieniu nad centrum miasta Trenczyn. Przez wiele wieków zamek stał na straży północno-zachodnich rubieży korony węgierskiej i jednocześnie pilnował jednej z dwóch najważniejszych dróg idących z Węgier na północ, tej biegnącej doliną Wagu do Polski i na Śląsk. Był siedzibą żupy trenczyńskiej i odegrał istotną rolę w dziejach Węgier.
Od 1961 r. chroniony jako Narodowy pomnik kultury Republiki Słowackiej (słow. Národná kultúrna pamiatka SR)

## Położenie
Zamek leży na lewym brzegu Wagu, dominując od północnego wschodu nad zabudową Trenczyna. Wznosi się na skalnym cyplu, otoczonym stromymi zboczami, stanowiącym zakończenie najdalej na zachód sięgającego ramienia Gór Strażowskich. Jego zabudowania znajdują się na wysokości 250–290 m n.p.m., tj. 40–80 m ponad centrum miasta. Dostęp do zamku wiedzie jedynie od strony zachodniej, albo Matúšovą ulicą albo Farską ulicą, przez tzw. Farské schody.

## Historia
Na miejscu, na którym wznosi się obecny zamek, w VIII-IX w. funkcjonowało już jakieś wczesnośredniowieczne założenie obronne, będące zapewne jednym z ośrodków sprawowania władzy Księstwa nitrzańskiego. Najstarszą budowlą na wzgórzu, której ślady dotychczas odkryto, jest wielkomorawska, przedromańska czteroapsydowa rotunda z IX w. Nie wiadomo, co działo się na zamkowym wzgórzu po upadku państwa wielkomorawskiego na początku X w. Pierwsza wzmianka o zamku pochodzi z 1111 r. Na przełomie XI i XII w. zaczęto budować potężną, kwadratową wieżę mieszkalną (słow. Matúšová veža). Stała się ona centralnym obiektem, wokół którego w następnych wiekach rozbudowywano zamek.
Od 1296 r. właścicielem Trenczyna był bodaj najpotężniejszy w tych czasach możnowładca węgierski, Mateusz (Matusz) Czak. Zamek stał się ośrodkiem jego wielkiego państwa feudalnego, a na trenczyńskim zamku funkcjonował dwór w niczym nie ustępujący królewskiemu. Czak znacząco powiększył zamek, umacniając wieżę oraz dobudowując górny pałac (słow. Matúšovy hrad) i nowe umocnienia. Po śmierci Czaka zamek przeszedł w ręce królów Węgier, którzy trzymali go do końca XV w. W sierpniu 1335 r. rozpoczęły się w nim rokowania między przedstawicielami Kazimierza Wielkiego z jednej strony a królem Czech Janem Luksemburskim z drugiej strony, prowadzone w obecności króla Węgier Karola Roberta, dotyczące zrzeczenia się Luksemburczyka roszczeń do korony polskiej i uznanie przez Kazimierza praw do zwierzchnictwa Czech nad większością księstw śląskich.
Ludwik I Wielki, który często przebywał w Trenczynie, przebudował znacząco najstarszą część zamku i powiększył go, budując nowy pałac (słow. Ľudovítov palác). Następny król i cesarz rzymski, Zygmunt Luksemburski, darował na początku XV w. zamek swojej drugiej żonie, Barbarze Cylejskiej. Dla niej powstał, już w stylu późnogotyckim, nowy zespół pałacowy wraz z kaplicą (słow. Barborin palác). W 1475 r. zamek przeszedł w ręce Stefana Zápolyi, który od roku 1481 był żupanem trenczyńskim, a od 1492 r. palatynem Węgier. Zápolya znacząco rozbudował zamek. Za jego czasów powstała m.in. głęboka na przeszło 90 sążni zamkowa studnia, nazwana później „studnią miłości”. Według legendy, wydrążył ją w ciągu 3 lat ze swymi ludźmi turecki basza Omar, któremu - w zamian za „wydobycie wody ze skały” - Zápolya zobowiązał się oddać przetrzymywaną na zamku ukochaną Fatimę.
Po śmierci Stefana jego druga żona, Jadwiga, jeszcze przez wiele lat władała zamkiem trenczyńskim, w którym też zmarła w 1521 r.
Syn Stefana i Jadwigi, Jan Zápolya, stanął na czele antyhabsburskiego stronnictwa szlacheckiego na Węgrzech i w 1526 został koronowany na króla Węgier. W 1527 r. pozostający w jego rękach zamek po 14-tygodniowym oblężeniu został zdobyty przez generała Katzianera walczącego w służbach króla Ferdynanda I Habsburga. Kolejne przebudowy w połowie XVI w., prowadzone w stylu renesansowym, miały na celu przystosowanie zamku do rozwijającej się szybko broni artyleryjskiej i uczynienie z niego istotnego punktu oporu przed zbliżającym się zagrożeniem tureckim. Około roku 1560 zamek osiągnął szczyt swojego rozwoju.
W 1594 r. zamek przejęła we władanie rodzina Illesházych. Formalnie pozostawała jego właścicielem do 1948 r., kiedy przeszedł on na własność państwa. W 1790 r. w trakcie wielkiego pożaru miasta spłonął również zamek. Od tego czasu obiekt popadał w ruinę. Dopiero około połowy XIX w., na fali zainteresowania zabytkami historii, podjęto pierwsze prace zabezpieczające, które kontynuowano w latach 1924-1938. Po wstępnych pracach restauracyjnych, przeprowadzonych w latach 1948-52, zasadnicza odbudowa, udostępniająca obiekt zwiedzającym, trwała od połowy lat 50. do końca lat 70. XX w. W 1983 r. udostępniono zwiedzającym wszystkie czynne dziś obiekty. Aktualnie mieści się w nich szereg ekspozycji muzealnych.